# Ліппо-центр (Гонконг)
Ліппо-центр (кит.: 力寶中心, англ. Lippo Centre) — гонконзький хмарочос у вигляді двох веж. Раніше відомий як Бонд-Центр. Будівлі розташовані в районі Адміралтейство на острові Гонконг. Висота Lippo Tower складає 186 метрів, Peregrine Tower — 172 м. Використовується як офісне приміщення.
Проект зі створення цих футуристичних будівель був розроблений американським архітектором Полом Рудольфом. Будівництво веж було завершено в 1988 році. Ліппо-центр відомий як «Дерева коал», тому-що віддалено нагадує цих тварин, що обнімаютт стовбури.